# كاسيك صغير المنقار
كاسيك صغير المنقار (الاسم العلمي: Cacicus microrhynchus) هو نوع من الطيور يتبع جنس الكاسيك من فصيلة الصفراويات.